# Maison Granvelle (Pesmes)
Cet article concerne la maison située à Pesmes. Pour la maison à Ornans, voir Maison Granvelle.
La maison Granvelle est un monument historique, situé à Pesmes, dans le département français de la Haute-Saône.

## Description
La maison Granvelle se trouve au croisement de la rue Granvelle et de la rue Gentil.
Elle est construite en 1575 ou 1576, par Guyon Mouchet, beau-frère d'Antoine Perrenot de Granvelle. D'après Guy Hoyet le cardinal souhaitait vraisemblablement vivre auprès de sa sœur. Toutefois, il fut mandaté comme vice-roi à Naples et décéda avant la fin des travaux.
Elle est restaurée à plusieurs reprises: au XVIIIe, au XIXe siècle,, puis en 1828.
En 1934, l'édifice est classée monument historique.
Le portail est de style Renaissance. Il est encadré de deux pilastres ioniques cannelés surmontés d'un fronton triangulaire.

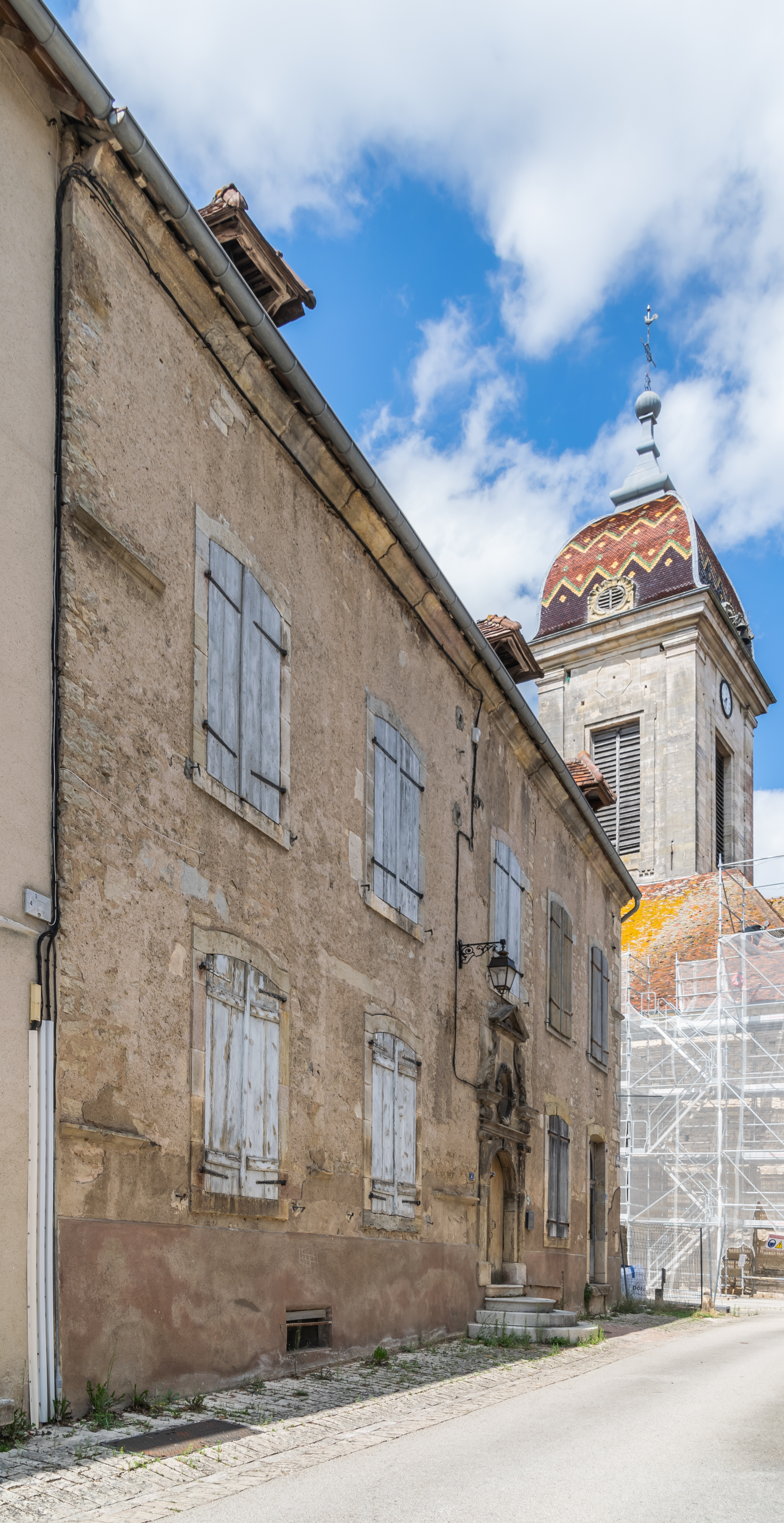
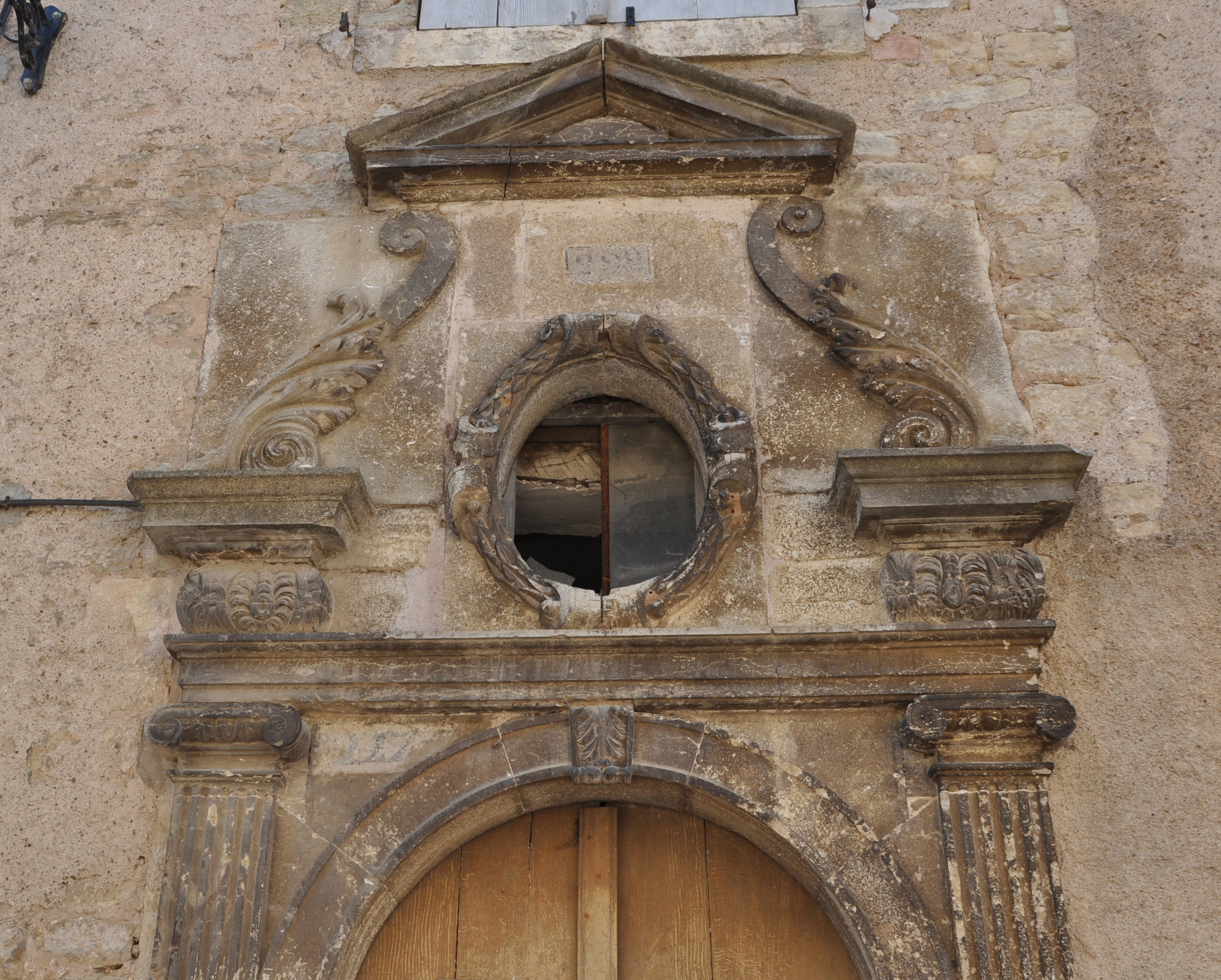
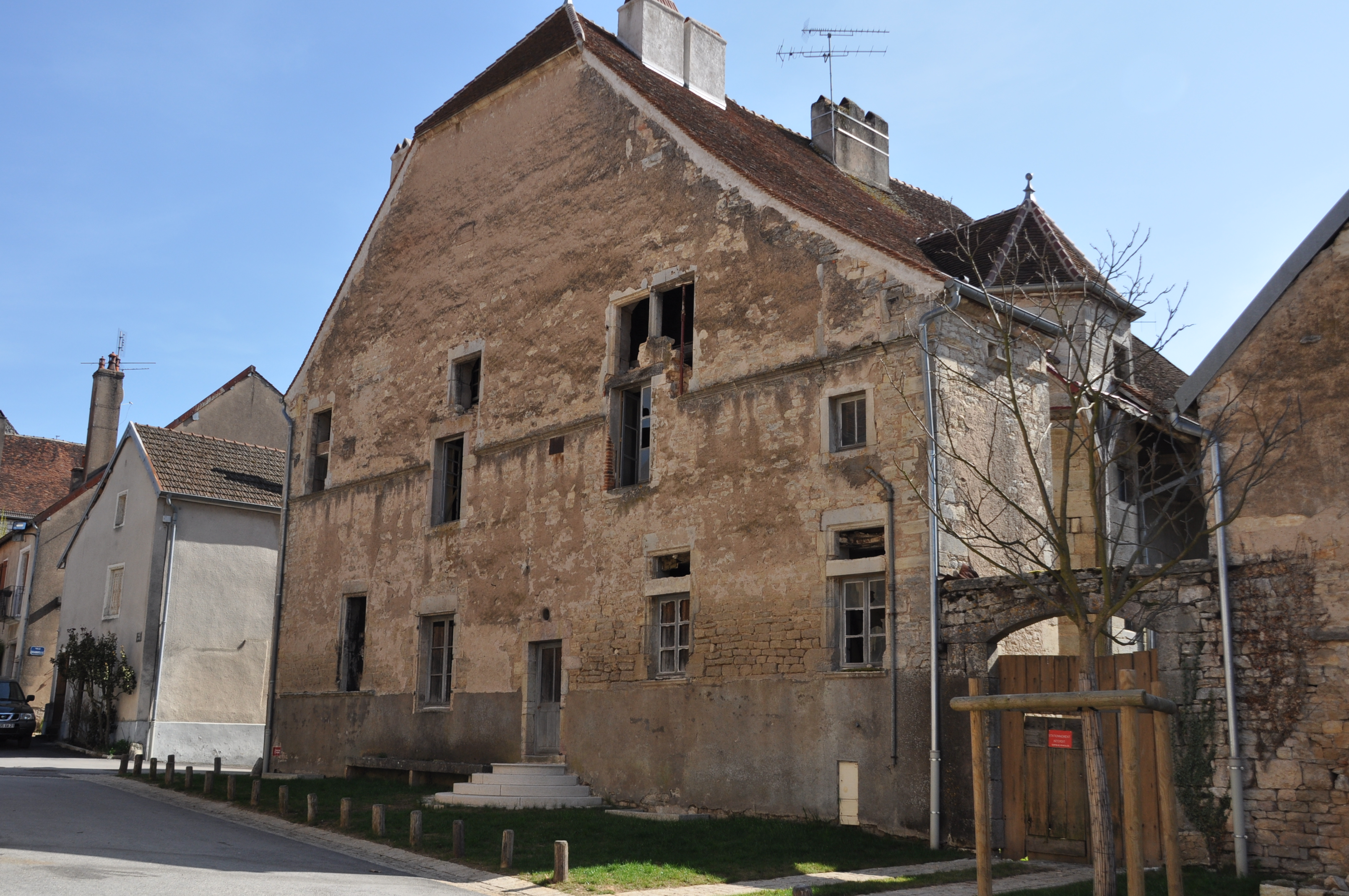